# واکنش آلی

واکنش بازآرایی کلایزن

واکنش آلی گونه‌ای از واکنش‌های شیمیایی است که در آن مواد آلی با یکدیگر واکنش می‌دهند.از جمله انواع واکنش‌های آلی می‌توان به واکنش‌های افزایشی، واکنش‌های حذفی، واکنش‌های جانشینی، واکنش‌های پری سیکلیک، واکنش‌های بازآرایی، واکنش‌های فتوشیمیایی و واکنش‌های اکسایش و کاهش آلی اشاره کرد.همچنین از واکنش‌های آلی بسیار قدیمی که توسط بشر شناخته شده است می‌توان به واکنش احتراق مواد آلی و واکنش صابونی شدن به وسیله بازهایی چون سود سوزآور اشاره کرد.اما شیمی آلی نوین با واکنش سنتر وهلر که در سال ۱۸۲۸ توسط فریدریش وهلر کشف شد، آغاز گردید.این نخستین واکنشی بود که بیرون از بدن یک جاندار موجب به وجود آمدن ماده‌ای آلی از مواد معدنی می‌شد.

## دسته بندی واکنش های آلی بر اساس سازوکار واکنش
| نوع واکنش                  | زیر شاخه                       | توضیحات |
| -------------------------- | ------------------------------ | --- |
| واکنش‌های افزایشی           | واکنش افزایشی الکترون دوست     | شامل واکنشهای هالوژن دار کردن، هیدروژن دار کردن و آب پوشی می شوند.                                                                |
| واکنش‌های افزایشی           | واکنش افزایشی هسته‌دوستی        | |
| واکنش‌های افزایشی           | واکنش افزایشی رادیکال آزاد     | |
| واکنش حذفی                 |                                | از جمله مثالهای آن می توان به فرایند آب گیری اشاره کرد و از سازوکارهای دخیل در انجام ان نیز می توان به E2، , E1 و E1cB اشاره کرد. |
| واکنش‌های جانشینی           | جانشینی هسته‌دوستی              | واکنش جانشینی هسته‌دوستی تک‌مولکولیSN1, واکنش جانشینی هسته‌دوستی دومولکولی SN2                                                       |
| واکنش‌های جانشینی           | جانشینی هسته‌دوست آروماتیک      | |
| واکنش‌های جانشینی           | جانشینی هسته دوستی آسیل        | |
| واکنش‌های جانشینی           | electrophilic substitution     | |
| واکنش‌های جانشینی           | جانشینی الکترون‌دوستی آروماتیکی | |
| واکنش‌های جانشینی           | radical substitution           | |
| واکنش‌های اکسایش و کاهش آلی |                                | واکنشهایاکسایش-کاهشی هستند که مختص ترکیبات آلی هستند.                                                                             |
| واکنش‌های بازآرایی          | بازآرایی-۲٬۱s                  | |
| واکنش‌های بازآرایی          | واکنش پری‌سیکلیک                | |
| واکنش‌های بازآرایی          | metathesis                     | |